# Áj Hánum
Az Északkelet-Afganisztánban lévő Áj Hánum ásatási helyen sikerült először feltárni egy hellenisztikus várost Belső-Ázsiában. A város görög neve ismeretlen; lehetséges, hogy ez a történelmi oxuszi Alexandria. A város az Amu-darja (görögül Oxusz) és a Kokcsa folyó egybefolyásánál fekszik (é. sz. 37°10'10"; k. h. 69°24'30").  A várost i.e. 329-ben maga Nagy Sándor vagy 305-ben I. Szeleukosz alapította meg, és kétszáz éven át a hellenisztikus oikumenének egyik végpontja volt, mindaddig, amíg a város el nem esett a nomádok betörése következtében, valószínűleg i. e. 145-ben.

## A város fekvése Afganisztánban
A mai Afganisztán északi csücskében, az egykori karavánút mellett, az Amu-darja folyó partján fekvő ókori város a Görög-Baktriai Királyság egyik jelentős kereskedelmi központja volt. A várost, talán a szkíták támadásai miatt, lakossága elhagyta, és csak az 1960-as években tárták fel orosz és francia régészek. A városból nagyon sok értékes lelet került elő, köztük írástörténeti szempontból igazi szenzációt keltett egy ezüstöntvényen szereplő rövid felirat, amelyet a szakemberek szkíta rovásként azonosítottak, és kapcsolatot találtak a híres isszik-köli ezüstcsészén szereplő jelekkel. A rovásemlék keletkezését a kutatók i. e. 145. körülire keltezik, akkoriban történt ugyanis a szakák támadása a környékbeli települések ellen. Az itt feltárt leletek között található egy különleges plakett is, amelyen feltűnik a sztyeppei lovas népek legfőbb hatalmi jelképe: a Nap és a Hold.
A város egyharmadát sikerült kiásni azelőtt, hogy a francia DAFA (La Délégation archéologique française en Afghanistan ), a szovjet-afgán háború kitörése miatt, elhagyta Afganisztánt. Ez a háború és a rá következő polgárháború megsemmisítette az ásatási helyet; először harctérré, azután illegális ásatások helyszínévé változtatta azt. Ráadásul a hivatalos ásatások által feltárt artefaktumok egy részét megsemmisítette a ’90-es évek második felétől uralkodó talibán ikonofóbia. Más részeknek teljesen nyomuk veszett, de a többi artefaktumot sikerült elrejteni, részben külföldön, de néhányat Kabulban is. 2003 óta újra felszínre kerülnek leletek.

## Geopolitikai magyarázat Áj Hánum fekvéséről

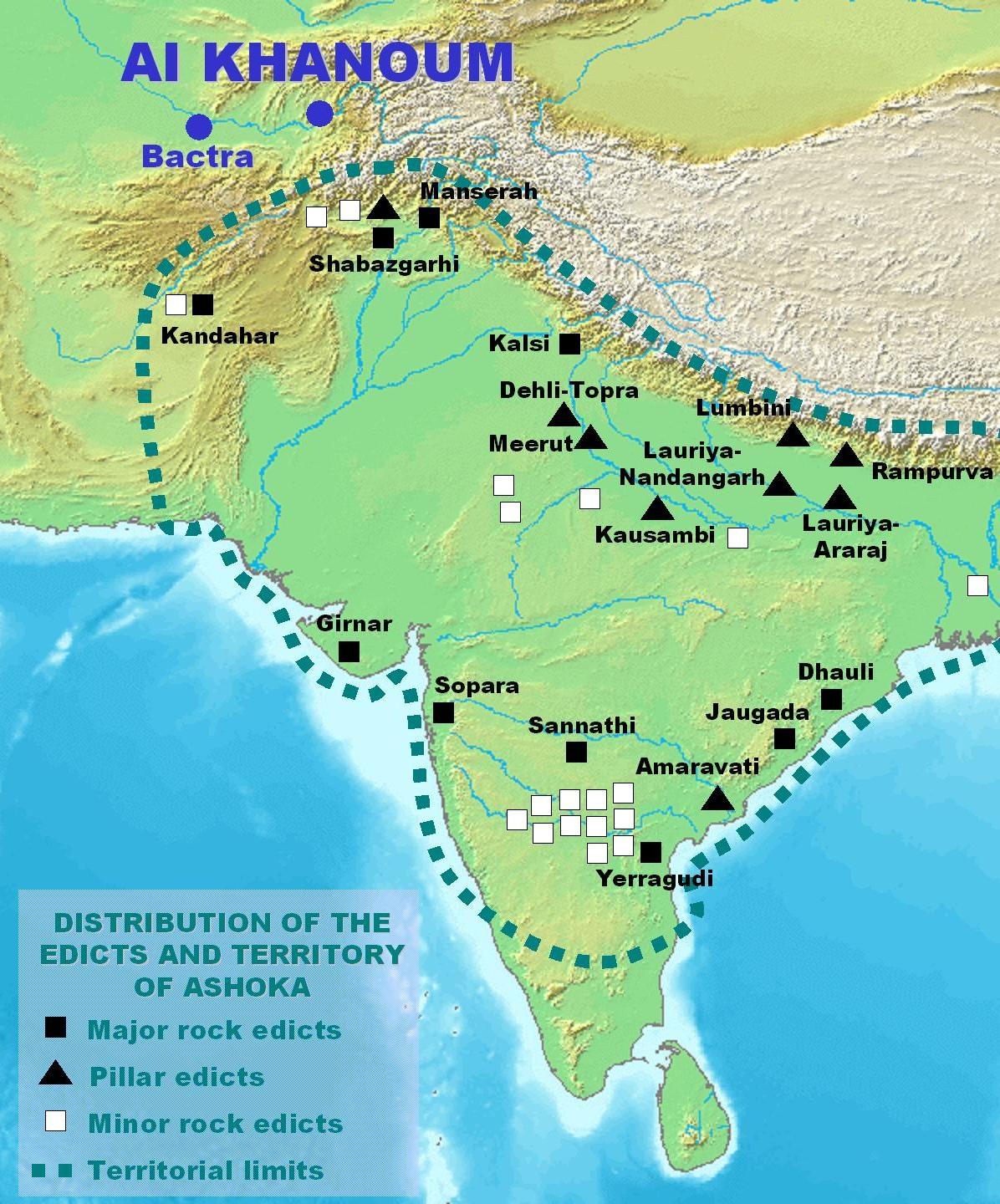
A város jelölése a térképen, India határának közelében

- Áj Hánum két folyó, az Oxusz (mai Amu-darja) és a Kokcsa egybefolyásánál fekszik, amelyek lezárják a város a déli és nyugati határát. A Kokcsa partja felett egy 60 méter magas fennsík emelkedik, amely a város keleti határát képezi. Eszerint csak az észak, északkeleti régiót kellett megvédeni egy monumentális városfallal, amely 10-12 méter magas és 6-8 méter vastag volt. A város fekvése topográfiailag kiváló volt, egyrészt védelmi és stratégiai szempontból, másrészt, mert a hegyoldal alkalmas volt a város nélkülözhetetlen intézménye, a színház megépítésére.
- Mezőgazdaság: A város a 27 kilométer hosszú és 9 kilométer széles, úgynevezett Áj Hánum-alföldnél fekszik. Gardin ásatásai felderítették, „hogy ez az alföld a bronzkor óta öntözött terület volt, és még egy fejlett Harappa-településsel is dicsekedhetett”. Ez azt jelenti, hogy a leendő várostól északra fekvő alföldet értékes termőföldnek találták az érkező hellén telepesek. Az Áj Hánum-i alföldet több hegy és a sivatag veszi körül, tehát területe oázisnak tekinthető. Ez az oázis számított a legfőbb élelemforrásnak Északkelet-Baktriában.
- Kereskedelem: Kiváló adottságainak köszönhetően a vidék a kialakuló selyemút egyik állomásává vált, és virágzó kereskedelem bontakozott ki benne. Nemcsak oázis volt: a dombos táj gazdag ásványkészletet rejtett. A város kincstárában az ásatások 130 kg lazuritot tártak fel, habár kérdéses, hogy ezek a csiszolt kövek a közeli bányákból vagy az indiai hadjárat zsákmányából származnak-e.

Áj Hánum gazdasági kapcsolataira nézve érdemes megemlíteni a kincstárban talált, olívaolaj címkéket viselő vázákat. Az olajfa csak mediterrán tájon növekszik, tehát a városnak ezt a görög életvitelben fontos árucikket importálnia kellett legalább 3000 kilométer távolságból, Szíriából. A városról készült egy digitális rekonstrukció, amelyet az Eurasische Reiche (2004) című sorozatban felhasználtak.

## Archeológiai leletek bemutatása
Minden hellén városnak alapvető intézményei a gimnázium és a színház. Mindkettőt sikerült feltárni. Az Oxusz folyó mentén és a város falain belül helyezkedett el a gimnázium, ami figyelemreméltó, mivel Athénban minden gimnázium a városon kívül épült nagy kiterjedése miatt. Az Áj Hánum-i gimnázium a tipikus két részből állt: a palaisztrából (a testnevelésnek szánt oszlopos folyosóval szegélyezett nyitott udvar) és egy osztálytermekkel ellátott perisztilülionból. A gimnáziummal szemben, a hegyoldalban kiástak egy színházat, amelyben akár 6000 néző is elfért, így csak kicsivel kisebb, mint az epidauruszi. A többi feltárt épület közül említésre méltó egy palota, amely emlékeztet egy perzsa király székhelyére és az ahhoz tartozó kincstár, egy kútház, több pompás, villaméretű lakóház, három templom és egy heroon.

## A Sztélé bázisa

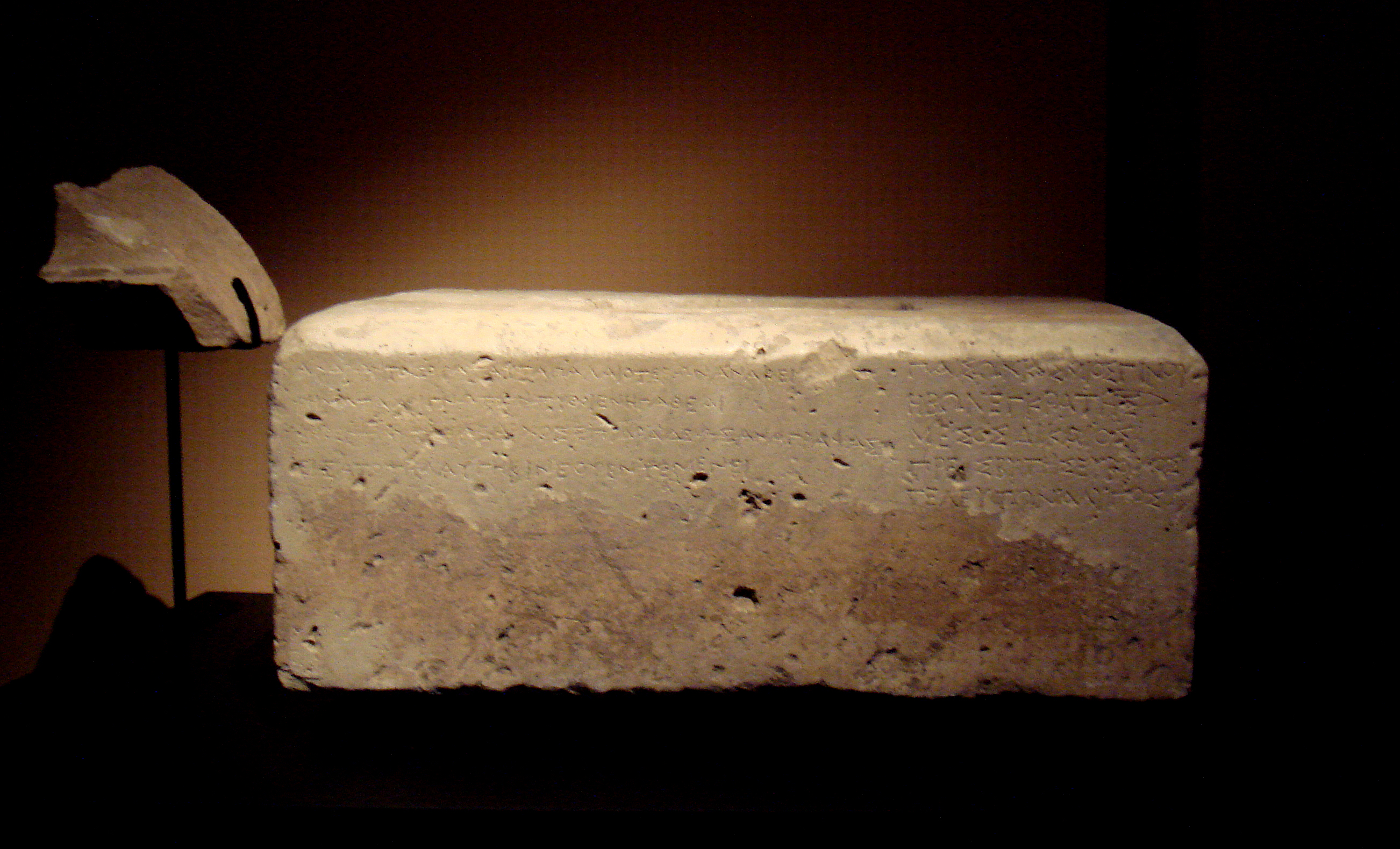
Egy sztélé bázisa delphoi mondásokkal

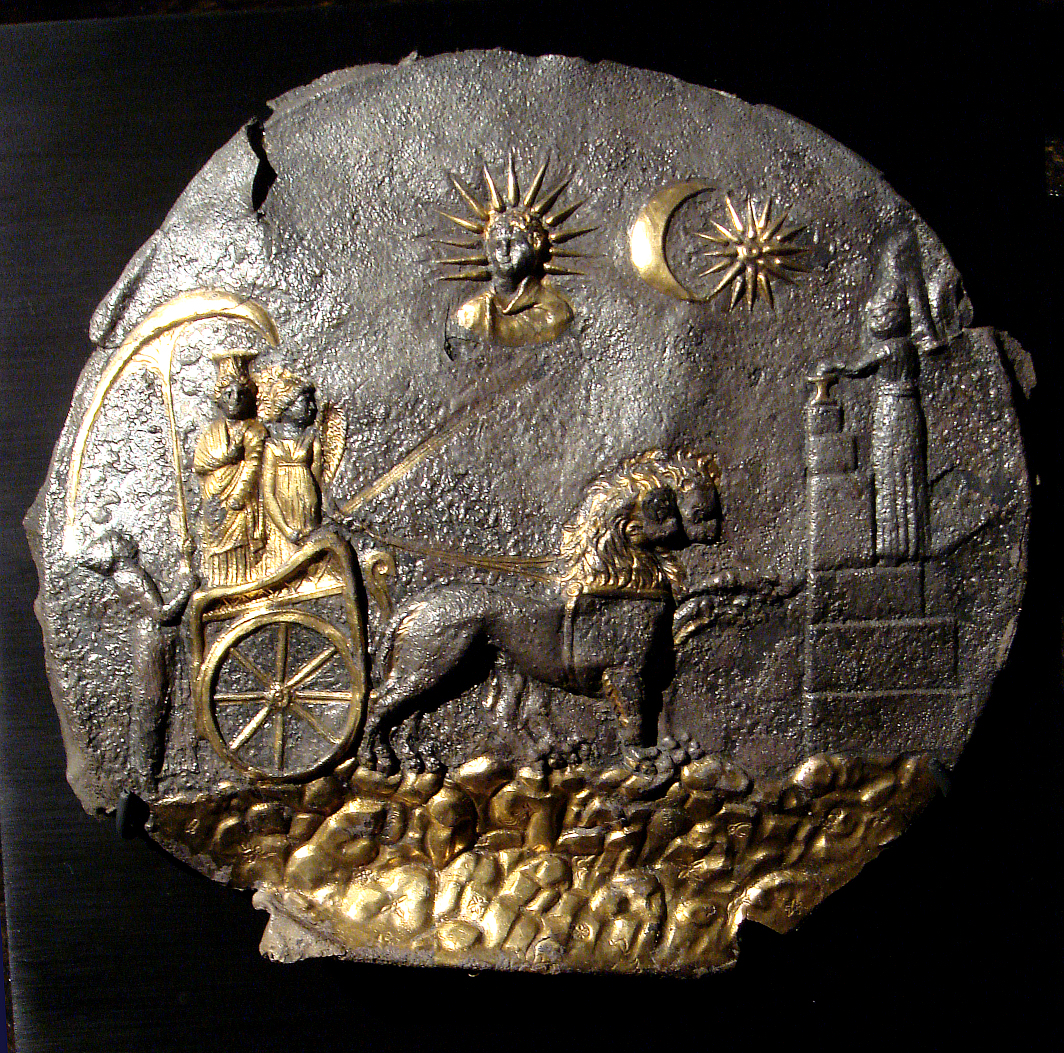
A sztyeppei lovas népek legfőbb hatalmi jelképe: a Nap és a Hold egy itt talált plaketten

A heroon környékén a francia archeológusok 1966 őszén egy görög feliratot tártak fel, amelyet egy sztélé bázisába véstek, amelynek felső része elveszett. A feliratnak két része van. A bal oldali a sztélére vésett szöveg eredetéről (delphoi jósda), a másolás felelőséről, Klearkhoszról és a Kineásznak, aki feltehetően a várost alapító hős, tett felajánlásról szó. A jobb oldalon öt aforizma olvasható, amely nem fért fel a sztélé felső részére, és ezért a bázisra vésték őket. Ezek az aforizmák a Sztobaiosz hagyományozta 147 delphoi maxima közül az utolsó öt. Klearkhosz ezekben az erkölcsi maximákban a hellén identitás sarkalatos pilléreit láthatta.

### Bal oldal
| ΑΝΔΡΩΝ ΤΟΙ ΣΟΦΑ ΤΑΥΤΑ ΤΑΛΑΙΟΤΕΡΩΝ ΑΝΑΚΕΙ[TA]I | Ezek a bölcs (parancsolatok) öreg(ebb) emberektől                           |
| RHΜΑΤΑ ΑΡΙΓΝΩΤΩΝ ΠΥΘΟΙ ΕΝ ΗΓΑΘΕΑΙ             | - híres (gondolkodók) mondásai - állanak felajánlva a szentséges Delphoiban |
| ΕΝΘΕΝ ΤΑΥΤ[Α] ΚΛΕΑΡΧΟΣ ΕΠΙΦΡΑΔΕΩΣ ΑΝΑΓΡΑΨΑΣ   | Onnan ezeket figyelmesen másoltad (te) Klearkhosz                           |
| ΕΙΣΑΤΟ ΤΗΛΑΥΓΗ ΚΙΝΕΟΥ ΕΝ ΤΕΜΕΝΕΙ              | (és) felállította Kineász szentélyében, hogy sugározzon (messzire).         |

### Jobb oldal
| ΠΑΙΣ ΩΝ ΚΟΣΜΙΟΣ ΓΙΝΟΥ | Gyermekként légy illedelmes      |
| ΗΒΩΝ ΕΓΚΡΑΤΗΣ         | Ifjúként önfegyelmezett          |
| ΜΕΣΟΣ ΔΙΚΑΙΟΣ         | Középkorúként igazságos          |
| ΠΡΕΣΒΥΤΗΣ ΕΥΒΟΥΛΟΣ    | Öregemberként jó tanácsadó       |
| ΤΕΛΕΥΤΩΝ ΑΛΥΠΟΣ       | a véget elérve (légy) bánattalan |

## A Zeusz-templom

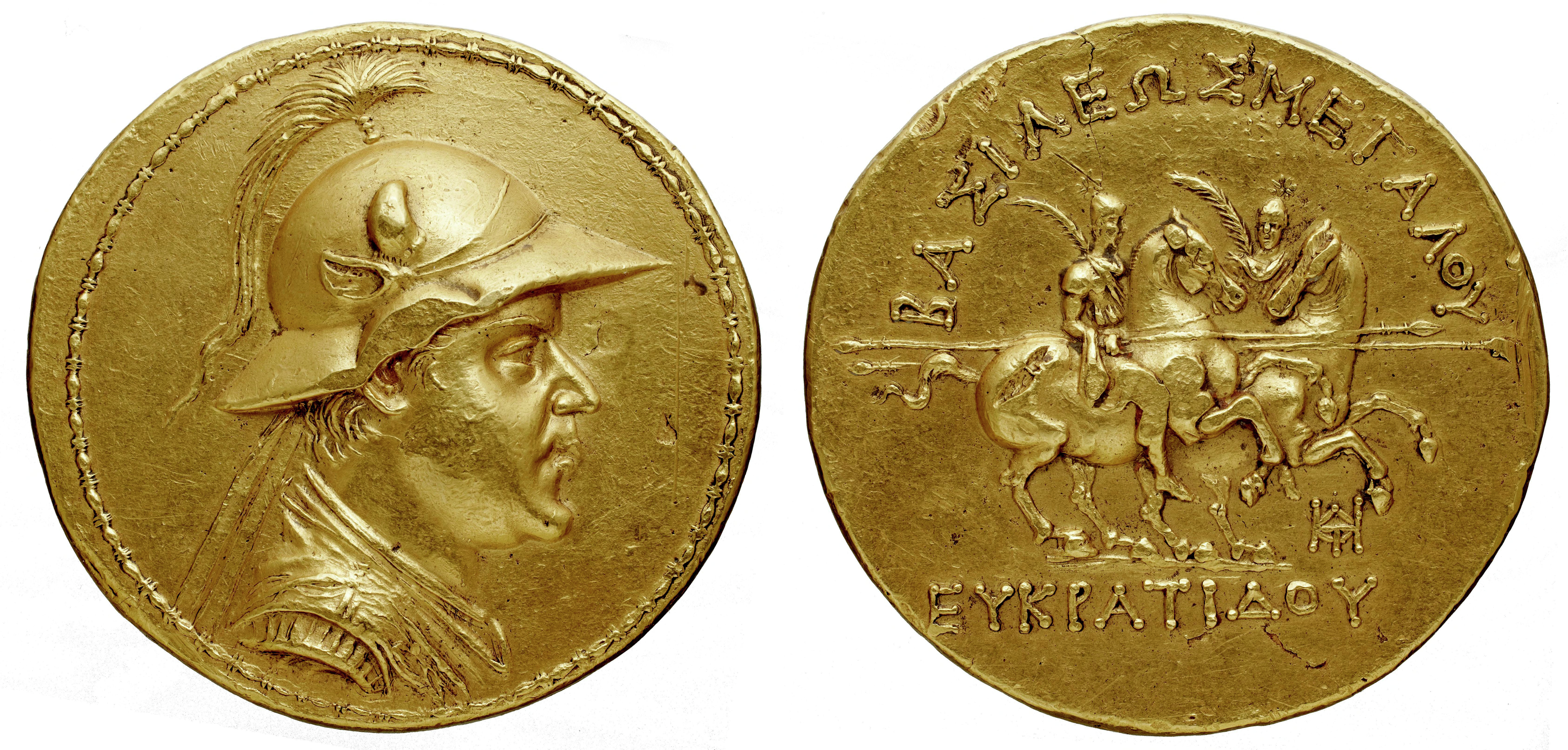

Ai Khanoum-ban három templomot sikerült feltárni. Ezek közül a város centrumában elhelyezkedő főtemplom építészeti jellegzetességeivel tűnik ki: a templom négyzet alapú  és falakkal van körülzárva. Ez olyan két ismérv, amely eltér a klasszikus görög szentély-építészettől, hiszen arra a téglalap alapú és oszlopokkal strukturált, nyitott terek jellemzőek. Az Ai Khanoum-i főtemplom építészete inkább perzsa, mint görög vonásokat hordoz magán.
A templomban feltártak egy szoborról fennmaradt lábfejet, amelynek mérete két-háromszorosa az ember méretnek. Kiszámítva az ehhez a lábfejhez tartozó testalkat magasságát megállapítható, hogy egy ennek megfelelő méretű szobor túlérne a templom mennyezetén, tehát valószínűleg egy ülő szoborhoz tartozhat a lábfej. A szobor nagyságából ítélve valószínű, hogy ez a lelet a templomi főszoborhoz tartozott. A szobor identitásáról feltételezhető, hogy Zeuszt ábrázolta, mivel a lábfejen a jellegzetes, Zeuszra utaló villámvessző látható.

## A filozófiai papirusz
1977 késő nyarán a régészek írásjelekkel ellátott köveket tártak fel a palota kincstárában, amelyek egy letekert papiruszról származtak, amelyről a tinta átkerült az alatta levő, nem égetett kövekre. A szöveget először Claude Rapin adta ki 1987-ben, majd 1992-ben – disszertációjában – egy átdolgozott transzkripciót tett közzé.
A filozófiai töredékben egy végső alapelvről van szó, amely oka annak, hogy az érzékelhető dolgok az ideákban, az ideák pedig egymásból részesednek. A töredék ezt a princípiumot a legeredetibbnek, a legfelsőbbnek (küriótaton) és az okok elsőjének (próton tón aitión) nevezi. Ez a végső princípium egyrészt mozdulatlan, mivel az ideák is mozdulatlanok, másrészt örökkévaló, mivel az érzékelhető dolgok keletkezési/pusztulási körforgása is vég nélküli. A szókincs alapján megállapítható, hogy tipikus platonikus fogalmak fordulnak elő benne: az idea (idea, eidosz) hétszer, a részesedés (methexisz, koinónein) ötször (vagy hatszor), az okság (aition, aitia) hétszer fordul elő. A platóni szókincs mellett a töredék műfaja dialógus, amelyben egy fő beszélővel áll szemben egy válaszoló, akinek kizárólagosan az a szerepe, hogy az előadott gondolatmenetet jóváhagyja, vagy annakk további tisztázását kérje. Ez a viszony jellemző a platóni dialógusokra, amelyek a mester-tanítvány viszonyon keresztül tárgyalják a filozófiai problémákat. Kérdéses, hogy pontosan kitől származik a töredék. Magától Platóntól nem eredhet, mivel a teljesen fennmaradt korpuszában e töredék nem szerepel. Valószínű, hogy vagy Platón akadémikus követőitől, például Xenokratésztől, vagy egy peripatetikus szerzőtől származik, amit alátámaszt a Cavallo féle paleográfiai vizsgálat, amely szerint a szöveg feljegyzése az i. e. 3. század közepére tehető. Munkahipotézisként Arisztotelésznek tulajdonítja a töredéket Pierre Hadot és Isnardi Parente annak ellenére, hogy érvelésükben eltérnek. Amennyire jogos azonosítási kísérletük, annyira bizonyíthatatlan is. Tény azonban, hogy újszerű gondolatmenetet fogalmaz meg a töredék, amelynek kontextusa bizonytalan.

## Külső hivatkozások
- A filozófiai papirusz Rapin-féle transzkripciója
- Az ai Khanoum-i filozófiai töredék